# 2036
2036 (MMXXXVI) е високосна година, започваща във вторник според григорианския календар. Тя е 2036-та година от новата ера, тридесет и шестата от третото хилядолетие и седмата от 2030-те.
Съответства на:
- 1485 година по Арменския календар
- 6787 година по Асирийския календар
- 2987 година по Берберския календар
- 1398 година по Бирманския календар
- 2580 година по Будисткия календар
- 5796 – 5797 година по Еврейския календар
- 2028 – 2029 година по Етиопския календар
- 1414 – 1415 година по Иранския календар
- 1457 – 1458 година по Ислямския календар
- 4732 – 4733 година по Китайския календар
- 1752 – 1753 година по Коптския календар
- 4369 година по Корейския календар
- 2789 години от основаването на Рим
- 2579 година по Тайландския слънчев календар
- 125 година по Чучхе календара